# 拿骚府
拿骚府（Nassauer Haus）是德国纽伦堡的一座中世纪臺屋，使用红色砂岩建造。最初为罗马式风格，后来改建为哥特式。它是纽伦堡最后一座幸存的塔式住宅。
拿骚府矗立在圣洛伦茨老城区，圣劳伦斯堂对面的卡罗琳街（Karolinenstraße）2号。
拿骚府标有奥地利大公国、纽伦堡市、教宗恩仁四世、教廷、罗马市、神圣罗马皇帝、波西米亚、勃兰登堡、萨克森、普法尔茨、圣洛伦茨区等等众多的徽章。

## 历史
在19世纪，开始将这座角楼称为拿骚府，借用了13世纪国王拿骚的阿道夫一世的名字。
1945年美国的轰炸使该建筑遭到重创。1950年至1952年之间进行了修复。

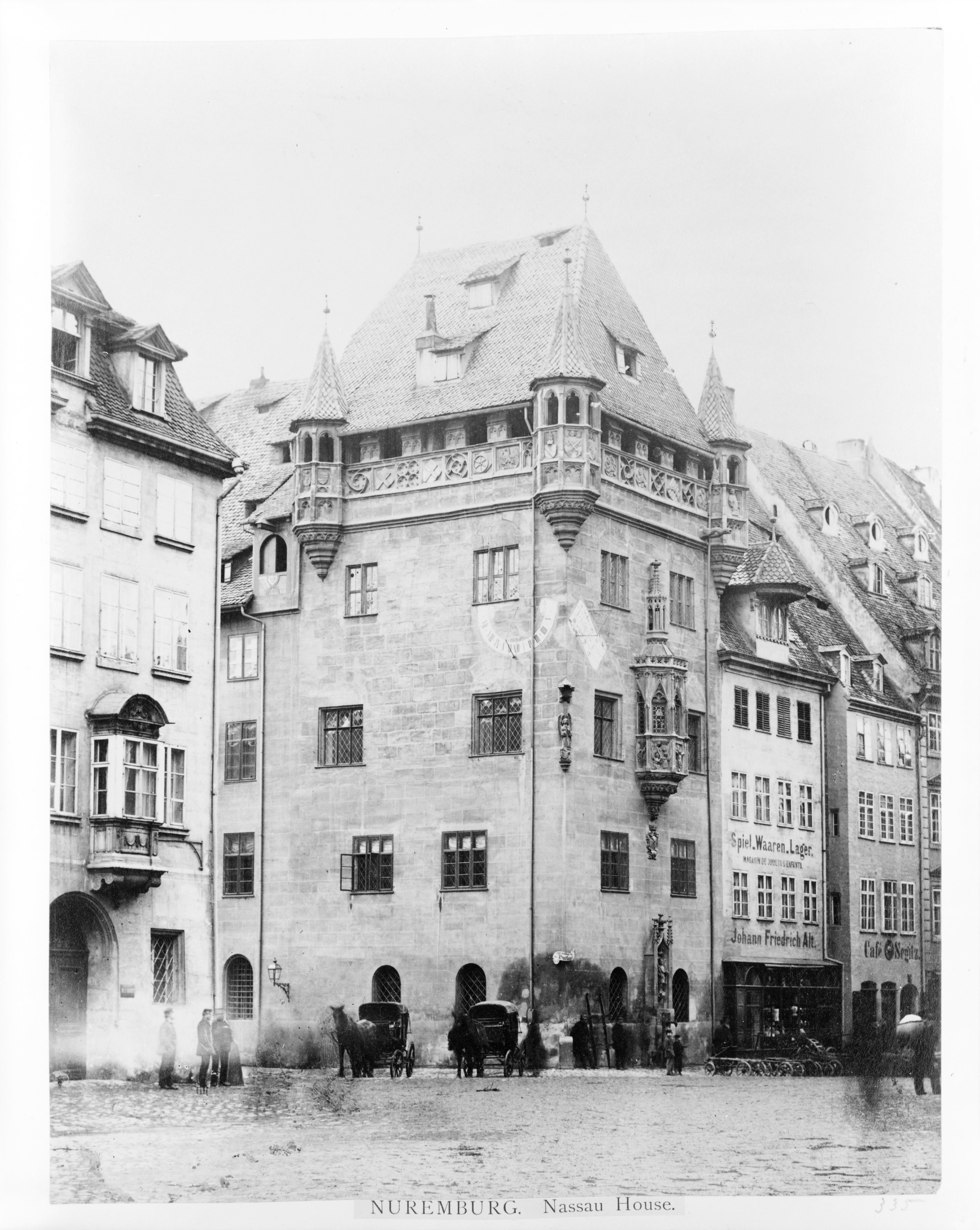
1860–1890
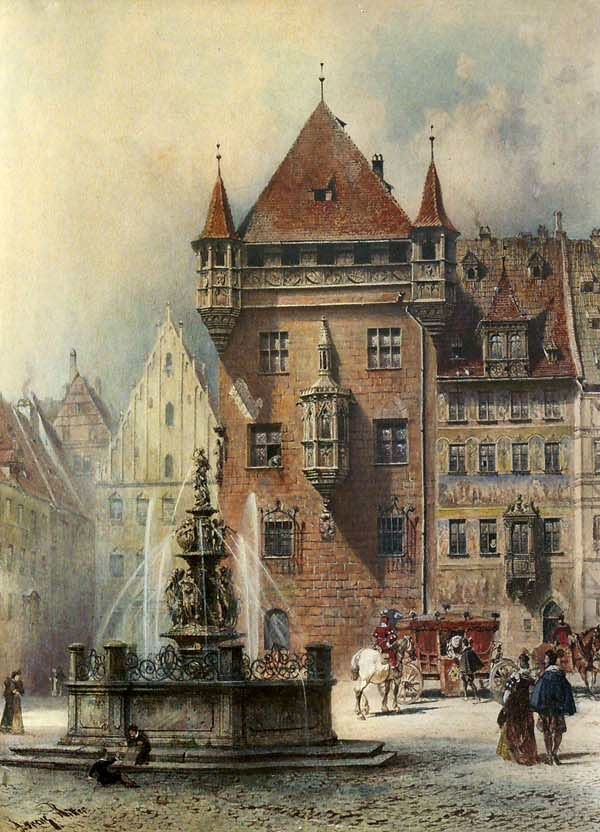
1900
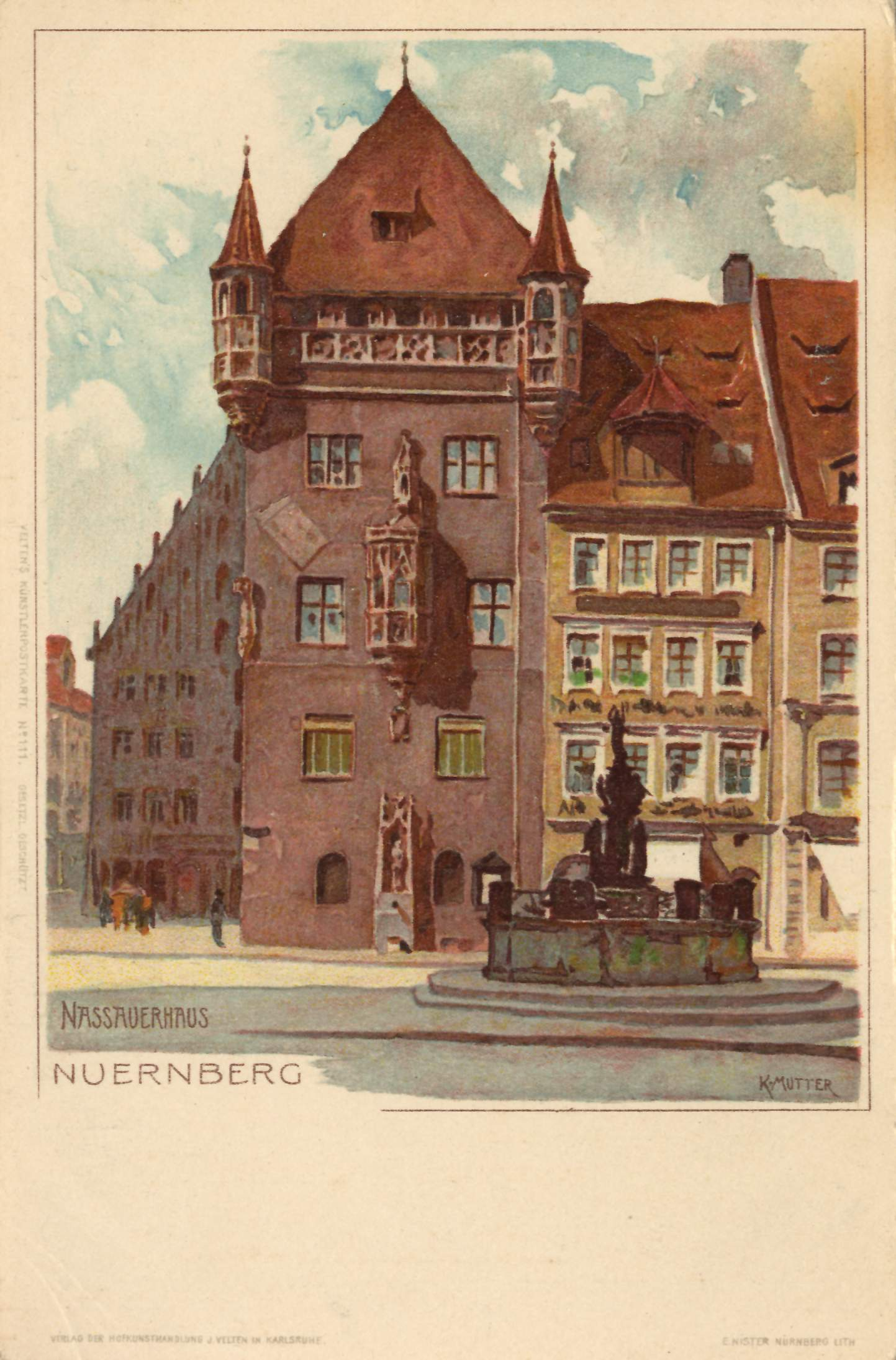
1900
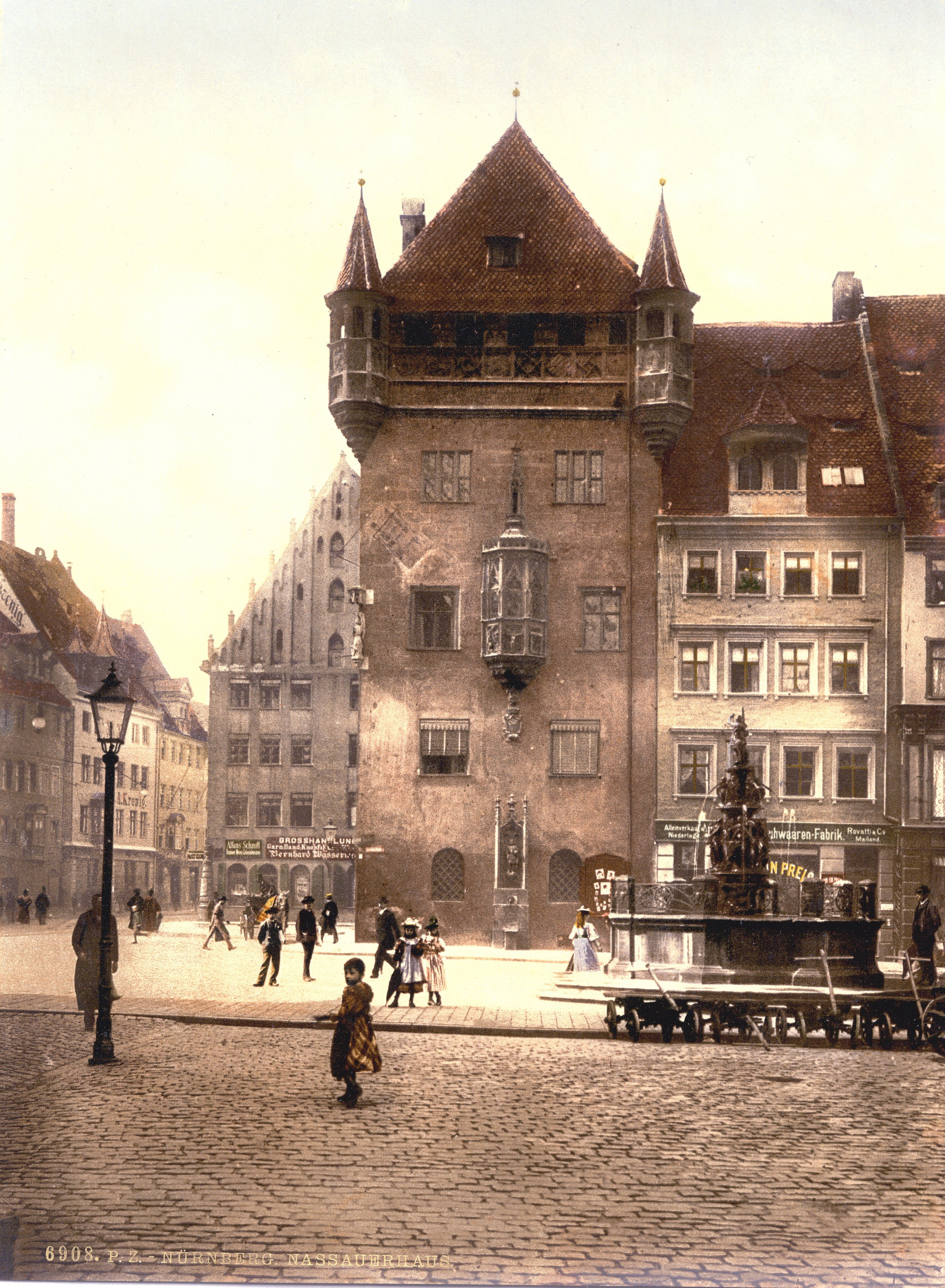
1900
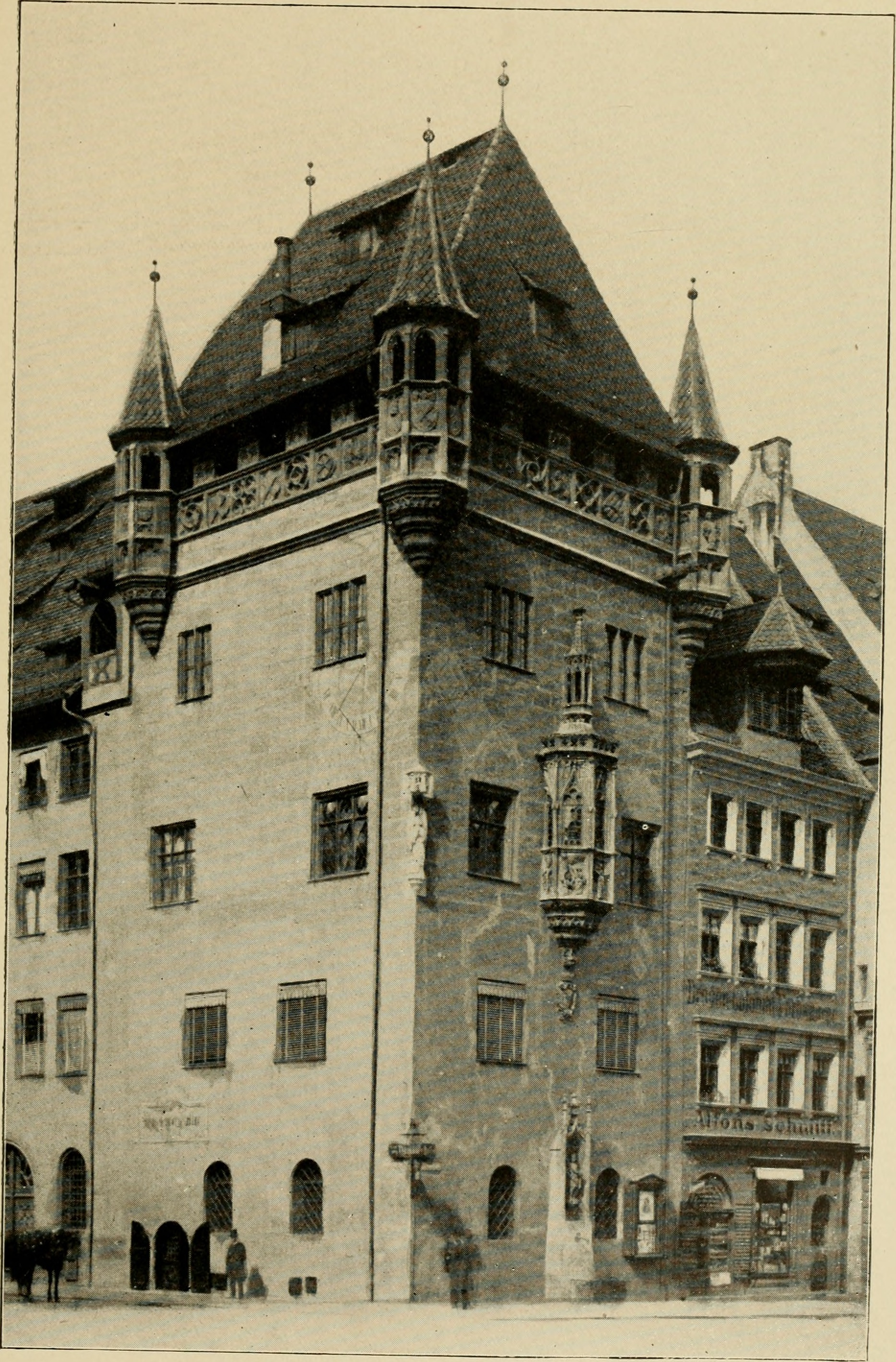
1907
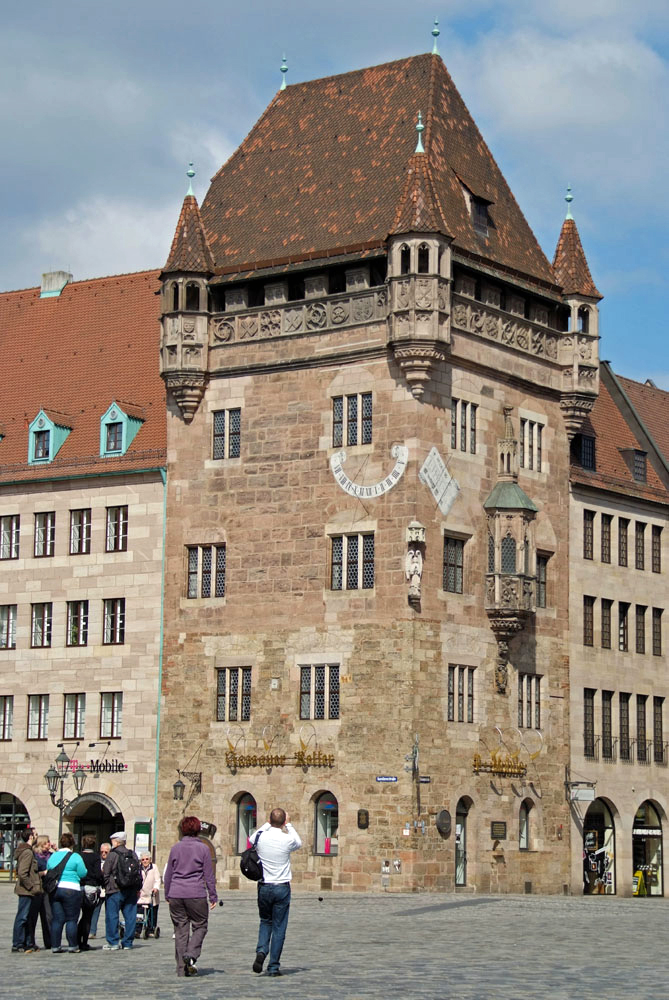
2010